# Sclerocornea

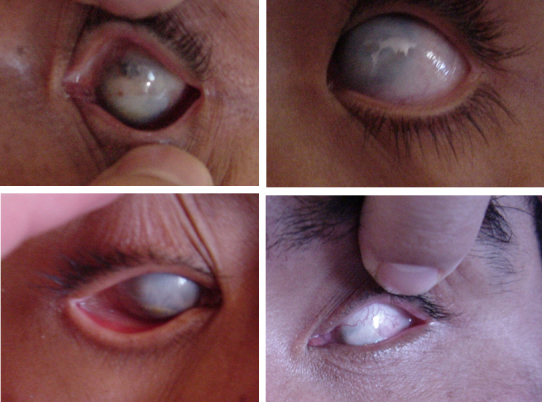
Sclerocornea, afakie en microftalmie

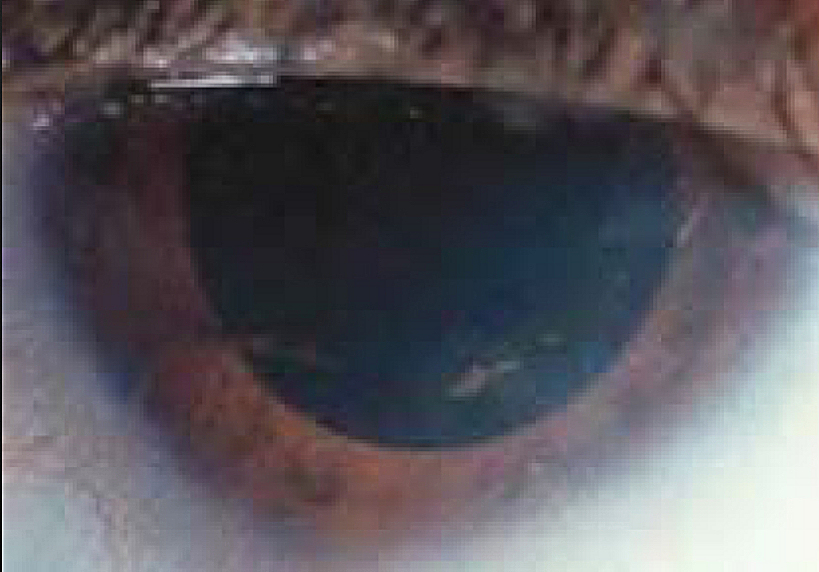
Sclerocornea met cornea plana

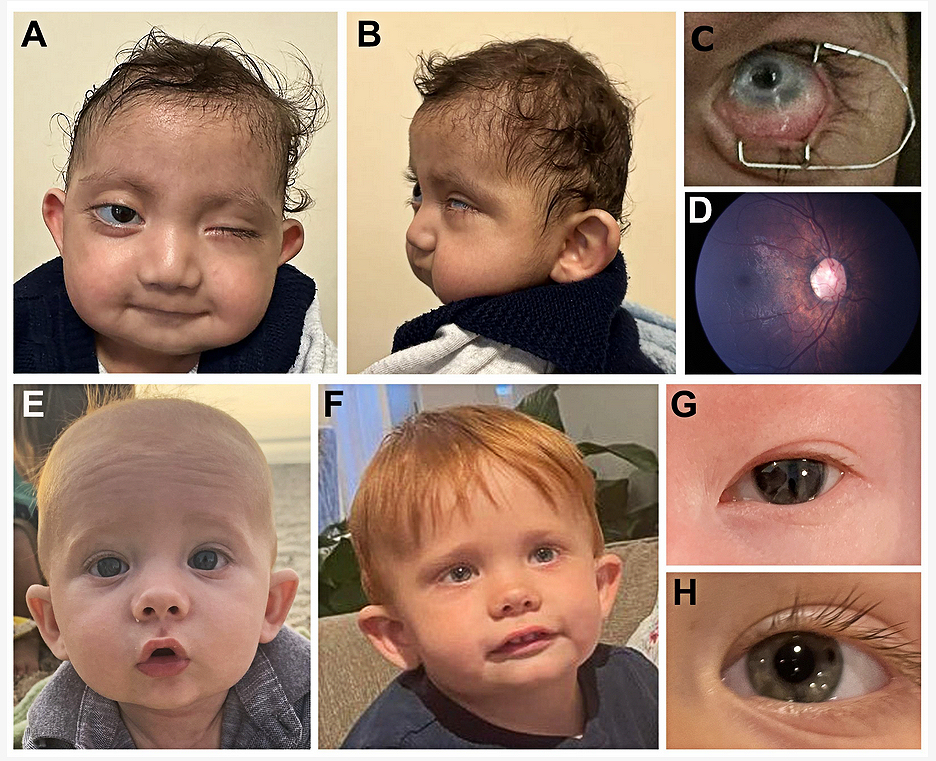
C: Sclerocornea en microftalmie

Sclerocornea is een zeer zeldzame erfelijke aangeboren afwijking, waarbij vertroebeling van het hoornvlies van het oog optreedt. De afwijking komt meestal bij beide ogen voor zonder enige andere afwijkingen of daarmee samenhangende misvormingen. De mate van vertroebeling en daarmee de visuele beperking kan zeer variabel zijn. “Sclerocornea” betekent dat het hoornvlies troebel is en lijkt op de oogwit, het wordt beschouwd als een van de meest voorkomende oorzaken van aangeboren blindheid.. Sclerocornea wordt veroorzaakt door een verandering in de migratie van neurale lijstcellen tijdens de 7e en 10e week van de zwangerschap en wordt het hoornvlies afgeplat.
Er is sprake van een niet door een ontsteking veroorzaakte angiogenese met littekenvorming van het hoornvlies, meestal aan de rand. Slechts zelden  heeft het hele hoornvlies littekens.
De eerste beschrijving stamt uit 1985 door James H. Elliot en collega's.
Sclerocornea is zeldzaam en er zijn maar weinig families gerapporteerd. De meeste gevallen komen sporadisch voor zonder familiegeschiedenis, maar er kunnen ook gevallen voorkomen waarbij het overervingspatroon autosomaal recessief of dominant is, waarbij de dominante vorm milder is.
Sclerocornea kan ook voorkomen in combinatie met verschillende andere erfelijke oogaandoeningen, zoals cornea plana, waarbij het hoornvlies afplat is en de hoek tussen het oogwit en het hoornvlies kleiner is.
Waring et al. stelden aanvankelijk de volgende classificatie van sclerocornea voor:
- Geïsoleerde perifere sclerocornea: sclerotisatie van het hoornvlies, zonder andere samengaande aangeboren afwijkingen.
- Plana Sclerocornea: vlak hoornvlies geassocieerd met keratometrie < 38D, wat leidt tot hoge hyperopie.
- Sclerocornea geassocieerd met afwijkingen in de voorste oogkamer: aanwezigheid van anomalieën in het voorste segment, zoals iridocorneale verklevingen.
- Totale sclerocornea: diffuse doorschijnbaarheid.